# Robert Sundelin
Uno Robert Ferdinand Sundelin, född 24 mars 1847 i Vilhelmina i Lappland, död 5 maj 1896 i Uppsala, var en svensk teolog.

## Biografi
Efter studentexamen vid Umeå högre allmänna läroverk 1866 blev han student vid Uppsala universitet 1867. Sundelin blev 1872 filosofie kandidat, promoverades samma år till filosofie doktor samt avlade 1876 teologie kandidatexamen och 1879 pastoralexamen. 1876 förordnades han till docent i teologiska prenotioner samt blev 1878 prästvigd. Under åren 1877-81 var han teologiska fakultetens stipendiat och under samma år medlem av examenskommissionen för de praktisk-teologiska övningarna; 1877-78 var han den teologiska fakultetens notarie. 1881 utnämndes han till extra ordinarie professor i dogmatik och moralteologi och 1886 till professor i kyrkohistoria. 1890 blev han förste teologie professor och domprost i Uppsala. Vid jubelfesten i Uppsala 1893 promoverades han till teologie doktor. 1895 deltog han i uppsättandet av Kyrklig tidskrift, och var dess medredaktör till sin död.
Utöver att han 1890 blev domprost i Uppsala, var han även (från 1906) kyrkoherde i Vaksala församling. Dessförinnan hade han även tjänstgjort som kyrkoherde i Ramsta, Hagby och Danmarks församlingar. 
Enligt Lena Milton "ansågs [Uno Robert Ferdinand S.] i hög grad ha påverkat fromhetslivet inom sin tids nya prästgeneration". Dessutom arbetade han med Ebba Boström (grundare av Samariterhemmet i Uppsala) för att få fler diakonissor anställda i Svenska Kyrkans församlingar. Och, likt sin bror Manne Sundelin, var han starkt engagerad i att utveckla och bedriva individuell själavård. 
Robert Sundelin är begravd på Uppsala gamla kyrkogård.